# ヒライ (食品製造)

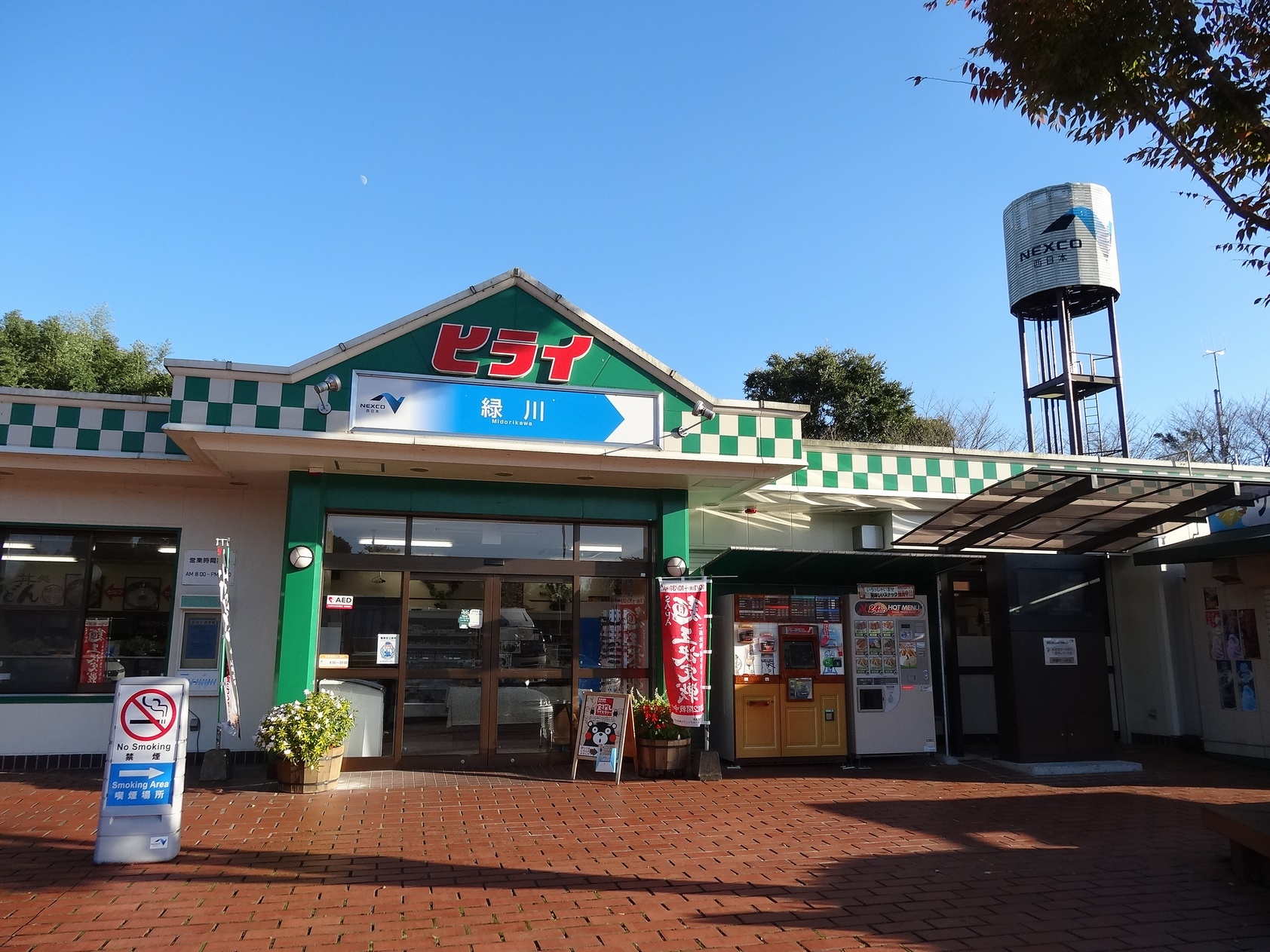
ヒライの店舗（九州自動車道緑川PA・下り線、熊本県甲佐町）

株式会社ヒライは、熊本県熊本市の惣菜製造業者。中食産業を主体としている。「おべんとうのヒライ」、または単に「ヒライ」と呼ばれている。
地元では県内各地に多数の店舗を持つ。また、現在は福岡県、佐賀県にも店舗を構える。24時間営業の弁当店の他、讃岐うどんと丼物の飲食店や惣菜専門店も展開している。また熊本・福岡・佐賀・大分県内のサンリブ・マルショクなど、スーパーのテナントで弁当・惣菜を販売している。CGCグループに加盟。このほか、九州自動車道・緑川パーキングエリア上下線の管理者に指定されており、同エリアの売店・食堂の営業を行っている。

## 沿革
- 1968年 - 「有限会社平井商店」として設立・創業。
- 1971年ごろ - ちくわサラダを開発。後に大ヒット商品となる[2]。
- 1973年 - 「株式会社ヒライ」に組織変更。
- 1978年 - 熊本市春日町55番地に新工場を設立し本社工場とする。
- 1987年 - 「株式会社南九州炊飯センター」を熊本市春日に設立、炊飯工場として生産開始。後日社名を「株式会社どんどんライス」に変更。
- 1992年 - ヒライ福岡工場操業開始。
- 1996年 - 「株式会社九州メンテナンス」と合併。
- 1999年 - 大分県に進出。
- 2002年 - どんどんライス福岡新工場竣工。
- 2003年 - 讃岐うどん丼処（麺許皆伝）1号店オープン 。
- 2004年 - 物流会社「有限会社サン・トップ運輸」設立、惣菜専門店（元気もりもりダイニング）1号店オープン。
- 2007年
  - 7月23日 - 惣菜専門店（まんま・家）1号店オープン。
  - 8月 - 麺許皆伝2号店オープン。
- 2008年 - 店舗数100店舗となる。
- 2009年 - ホールディングス制に組織変更。サン・トップ運輸を株式会社に商号変更。
- 2010年 - 株式会社ヒライパッケージを株式会社ヒライフーズに社名変更。
- 2011年 - どん丼食堂1号店オープン。
- 2012年 - 株式会社ヒライ給食宅配サービスを設立。
- 2014年 - 株式会社ヒライフーズを株式会社サン・ミール・サプライに社名変更。
- 2016年 - 株式会社九州フードサービス（大分市）をグループ会社とする。
- 2017年 - 株式会社九州人材派遣サービスを設立。
- 2020年 - 三桃食品九州工場をグループ会社とする。

## 事業所
- 本社　熊本県熊本市西区春日7丁目26-70
- 福岡工場　福岡県筑後市長浜718番地

## 関連会社
- 株式会社つるや
- 株式会社どんどんライス
- 株式会社サン・トップ運輸
- 株式会社ヒム
- 株式会社九州フードサービス
- 三桃食品九州工場